# Mircea Vintilă
Mircea Vintilă (n. 23 martie 1949, București), cunoscut și ca Ciocu', este un muzician, cântăreț și compozitor român de muzică folk.
Mircea Vintilă face parte din prima generație de artiști folk din România, cea a anilor '70. El este cunoscut atât pentru activitatea sa solo sau cu formația de acompaniament Brambura, cât și ca membru al supergrupului Pasărea Colibri. A compus cântece pe versuri de Adrian Păunescu, George Coșbuc, Tudor Arghezi, Florian Pittiș, Gheorghe Azap și alții. Este recunoscut pentru faptul că o parte dintre cântecele sale recreează atmosfera și farmecul Bucureștiului de odinioară.

## Activitate muzicală
Mircea Vintilă s-a născut în data de 23 martie 1949 la București și a fost interesat de muzică din copilărie. A urmat Școala de Muzică, clasa violă. A terminat Liceul „Gheorghe Lazăr” și apoi a absolvit Institutul de Construcții din București în anul 1974.
Mircea Vintilă cântă alături de alți prestigioși artiști (Mircea Florian, Marcela Saftiuc, Doru Stănculescu) la primul festival studențesc de muzică folk din anul 1971, la Clubul 303 aparținând Universității Politehnice București, apoi la Clubul Universitas, la Casa de Cultură a Studenților „Grigore Preoteasa” și în Cenaclul Flacăra.
La a doua ediție a Festivalului „Primăvara baladelor” câștigă „Marele Premiu” cu piesa „Lordul John” pe versuri de George Coșbuc. Cu piesa „Bade Ioane”, pe versurile poetului Tudor Arghezi, câștigă premiul „Teletop” al Televiziunii Române, iar cu piesa „Făt-Frumos” pe versuri de Adrian Păunescu câștigă premiul Uniunii Compozitorilor și Muzicologilor din România.
Debutul discografic al lui Vintilă se produce în anul 1976, când apare un disc single intitulat Mielul / Pământul deocamdată, editat de Electrecord. Versurile celor două cântece ce se regăsesc pe disc aparțin lui Adrian Păunescu. În 1977 apare un disc EP cu trei piese, Bade Ioane / Hanul lui Manuc / Eroii. Următorul material discografic semnat Mircea Vintilă este Crezul meu, apărut în anul 1978. Este primul LP al cantautorului, ce conține 11 cântece, o parte dintre acestea fiind orchestrate de Dan Andrei Aldea de la formația Sfinx.

Coperta albumului Peripeții noi

În perioada 1978-1984 au fost editate două compilații folk pe care Mircea Vintilă figurează cu patru piese.
Mai târziu, în 1984 urmează un al doilea LP intitulat Peripeții noi și apoi, în 1989, un alt album, intitulat simplu Mircea Vintilă, din cauză că titlul original, Se retrage la Vatra Luminoasă, nu a fost acceptat de cenzura comunistă a vremii. La acest ultim album al său de dinainte de Revoluție, Mircea Vintilă colaborează cu Florian Pittiș la texte și cu Sorin Chifiriuc la orchestrații și aranjamente instrumentale.
În anul 1990 primește „Marele Premiu pentru Întreaga Activitate” în cadrul Festivalului Național de Muzică Folk „Om bun”. Urmează o serie de turnee în Austria, Franța, Germania, Rusia și Slovacia. Susține spectacolul „Față în față cu lumea” la Teatrul Bulandra din Capitală, alături de Florian Pittiș, cu care în anul 1993 editează albumul Nu trântiți ușa!. La acest album colaborează pentru prima dată cu Mircea Baniciu și Vlady Cnejevici, care s-au implicat ca orchestratori în realizarea materialului.
În 1992 fondează, împreună cu Mircea Baniciu, Florian Pittiș și Vlady Cnejevici, grupul Pasărea Colibri, desfășurând o prestigioasă activitate discografică și de turneu în țară și străinătate (Statele Unite ale Americii, Canada, Germania). Pe parcursul anilor '90 lansează împreună cu Pasărea Colibri trei albume de folk-rock de mare succes: În căutarea cuibului pierdut (1995), Ciripituri (1996) și Cântece de bivuac (1999).
În octombrie 2000 lansează albumul Madama de pică, material discografic produs de Roton, ce reprezintă primul proiect solo după o perioadă în care a activat mai mult împreună cu Pasărea Colibri. Albumul include doar piese noi, cu un sound remarcabil, la care și-au adus contribuția muzicieni de marcă: Iulian Vrabete (membru al grupului Holograf, în calitate de producător executiv și chitarist bas), Horia Stoicanu (co-autor la muzică și versuri), Gheorghe Emanuel „Fisă” (programare și claviaturi), Relu Bițulescu (percuție), Eugen Caminschi (chitară), Marius Bațu (chitară acustică și voce adițională). Primul single extras, „Noros Cecer”, beneficiază de un videoclip. Madama de pică a fost declarat „cel mai bun album folk al anului 2000”, iar videoclipul piesei „Noros Cecer” a luat premiul pentru „cel mai bun videoclip al anului”, decernat de Uniunea Artiștilor Profesioniști din Televiziune.
În paralel, Mircea Vintilă își continuă activitatea alături de Pasărea Colibri, cu care realizează albumul Încă 2000 de ani, lansat în 2002. În același an, pe data 12 decembrie, participă la concertul aniversar de 10 ani a grupului Pasărea Colibri la Palatul Copiilor din București. Spectacolul face obiectul unui dublu album live și a unui DVD, lansate în 2003. În vara lui 2003, Pasărea Colibri își încetează activitatea. Pentru Mircea Vintilă au loc câteva schimbări pe plan artistic. Astfel, semnează un contract cu o nouă casă de discuri, părăsind Roton-ul pentru Intercont Music. O altă noutate o reprezintă trupa Brambura, care îl acompaniază pe muzician în concerte, dar și pe noul material discografic. Formația este compusă din instrumentiști de valoare: Eugen Caminschi (chitară), Gelu Ionescu (claviaturi), Vadim Tichișan (baterie), Cătălin Crețeanu (bas), Elena Pavel și Andrada Popa (voci adiționale).
Este realizat albumul Toți într-o barcă, primul disc pe care Mircea Vintilă îl înregistrează alături de formația Brambura. Colaborarea cu Horia Stoicanu este continuată, alături de care a înființat în anul 2000, după spusele sale, un „comando muzical” prin care cei doi au dorit să „debarce în forță pe plaja de manele”. Ca urmare, dintre cele 10 piese care alcătuiesc materialul albumului Toți într-o barcă, cinci sunt creditate tandemului Vintilă - Stoicanu, iar alte două sunt semnate individual de cei doi. Eugen Caminschi și Iulian Vrabete contribuie la rândul lor la partea de compoziție cu două, respectiv o piesă. Toți într-o barcă este un album mai mult îndreptat spre pop-rock, surprinzând prin prospețimea pieselor și prezentarea acestora.
Pe 14 decembrie 2005, Mircea Vintilă lansează albumul Opere & operete, produs de Intercont Music și de Fundația Mircea Vintilă, album ce conține 13 piese, adevărate hit-uri lansate de solist de-a lungul anilor („Pământul deocamdată”, „Cu tine prin New York”, „Dragă Miruna”, „Făt-Frumos”, „Bade Ioane”, „Adio, deci, pe curând” etc.), și o piesă nouă, „Dramă de cartier”. Aceasta este inedită prin faptul că aduce o colaborare cu un cântăreț de hip-hop, Barac. Piesele mai vechi incluse pe Opere & operete sunt rearanjate orchestral și aduse, ca sound, la standardele anului 2005.
În data de 2 martie 2009, cotidianul Jurnalul Național lansează un supliment însoțit de un CD cu 21 de piese, dedicat lui Mircea Vintilă, în cadrul seriei „Ediție de colecție - Mișcarea de rezistență”. Tot în 2009, este reformat grupul Pasărea Colibri, alături de Vintilă, din formație mai făcând parte Mircea Baniciu, Marius Bațu și Vlady Cnejevici.
În 2013 albumul Madama de pică este reeditat de către Roton, apărând pe piață cu o grafică modificată și sub titulatura Madama de pică - Ediție de aur. 
În 2014 Vintilă lansează două cântece noi, ambele ilustrate de clipuri: „Ceva se întâmplă cu noi” (alături de Alexandra Ușurelu) și „Musette”.
Duetul împreuna cu Alexandra Ușurelu s-a bucurat de mare succes, fiind preluat de rețele naționale de radio si difuzat in heavy rotation la Radio Romania Actualitati, fiind si nominalizat ca "cel mai bun duet" al anului 2014 la Premiile RRA.
Mircea Vintilă a susținut o serie de concerte împreună cu Alexandra Ușurelu și band-ul ei cu numele "Mergem toți într-o barcă", una dintre cele mai spectaculose apariții de acest fel fiind în încheierea Festivalului Național de Muzică Folk "Ziua de Mâine" de la Alba Iulia, în anul 2017, unde Mircea Vintilă a prezentat împreună cu Alexandra Ușurelu și Orchestra de Cameră a Județului Alba pentru prima oară formatul său de concert cu band și orchestră.

## Discografie

### Solo
- Mielul / Pământul deocamdată (single, Electrecord, 1976)
- Bade Ioane / Hanul lui Manuc / Eroii (EP, Electrecord, 1977)
- Crezul meu (LP, Electrecord, 1978)
- Peripeții noi (LP, Electrecord, 1984)
- Mircea Vintilă (LP, Electrecord, 1989)
- Nu trântiți ușa! (LP, Eurostar, 1993) (album realizat împreună cu Florian Pittiș)
- Madama de pică (CD/MC, Roton, 2000; reeditat în 2013)
- Toți într-o barcă (CD/MC, Intercont Music, 2003) (album realizat împreună cu formația Brambura)
- Opere & operete (CD/MC, Intercont Music, 2005)
- Muzică de colecție, Vol. 78 (CD, Jurnalul Național, 2009)
- Azi te vreau + Live 10 (CD, A&A Records, 2016) (album realizat împreună cu formația Pragu' de Sus)

### Cu Pasărea Colibri
- În căutarea cuibului pierdut (CD/MC, Blue Ridge International Computers & Roton, 1995)
- Ciripituri (CD/MC, Intercont Music & Pasărea Colibri, 1996)
- Cântece de bivuac (CD/MC, Roton, 1999)
- Încă 2000 de ani (CD/MC, Roton, 2002)
- 10 ani - Vol. 1 (CD/MC, Roton, 2003)
- 10 ani - Vol. 2 (CD/MC, Roton, 2003)
- 10 ani (DVD/VHS, Roton, 2003)
- 19 ani (CD, Cat Music & Colibri Music, 2011)

### Cu Mircea Baniciu, Alexandru Andrieș și Nicu Alifantis
- Tandrețuri pentru femei cu cei 4 corifei (DVD, TVR Media, 2005)